# Lehaucourt
Lehaucourt é uma comuna francesa na região administrativa de Altos da França, no departamento de Aisne. Estende-se por uma área de 9,37 km², com  (Haucourtois) 832 habitantes, segundo os censos de 1999, com uma densidade de 88 hab/km².